# Phygadeuon aciculatus
Phygadeuon aciculatus là một loài tò vò trong họ Ichneumonidae.